# Bad-Salzuflen-Marathon
Der Bad-Salzuflen-Marathon ist ein Marathon in Bad Salzuflen, der seit 1993 jeweils am letzten Samstag im Februar stattfindet. Ausgerichtet wird der Volkslauf vom LC 92 Bad Salzuflen. Die Teilnehmerzahl ist auf 1.500 Starter begrenzt. Die Veranstaltung war deshalb in den letzten elf Jahren immer ausverkauft. Zum Programm gehört ein 10-km-Lauf, außerdem gibt es, was eine Besonderheit dieses Marathons darstellt, die der Veranstalter als „Baukasten-System“ bezeichnet, auf der Marathonstrecke Ausstiegsmöglichkeiten bei km 18, km 26 und km 34 mit einer jeweils eigenen Wertung und Urkunde. Start und Ziel sind an der Grundschule Elkenbreder Weg.
Die Strecke besteht aus einem 8 km langen Rundkurs am Bad Salzufler Obernberg auf befestigten, teilweise asphaltierten Waldwegen. Pro Runde sind ca. 150 Höhenmeter zu bewältigen.

## Statistik

### Schnellste(r) Läufer und Läuferin
- Axel Kohlmeier, 2:38:00, 1999
- Birgit Lennartz,  2:56:00, 1999

### Zieleinlauf 2006
- Marathon: 262 (241 Männer und 21 Frauen)
- 34 km: 190 (168 Männer und 22 Frauen)
- 26 km: 407 (306 Männer und 101 Frauen)
- 18 km: 322 (215 Männer und 107 Frauen)
- 10 km: 143 (96 Männer und 47 Frauen)